# Enginyeria de la construcció
L'enginyeria de la construcció és una àrea de coneixement que aborda tots els temes relacionats amb el funcionament de la indústria de la construcció: disseny, obra, operació, manteniment i renovació, i l'avaluació del seu impacte en el medi ambient.
Hi ha dos figures de referència en aquesta enginyeria, íntimament relacionades entre si: L'enginyer de l'edificació, més vinculat a l'edificació d'una manera integral, abraçant tot el procés tècnic y que a Espanya per sentència judicial s'anomena arquitecte tècnic i l'enginyer civil, més centrat a les infraestructures.

## Terminologia

### Origen del terme
El terme "enginyeria" es manlleva del francès, que alhora es remunta al llatí (lat. ingenium), ment, habilitat, enginy.
En la història, inicialment, a partir del segle xii, els enginyers militars van ser anomenats enginyers (vegeu Bauingenieurwesen (enginyeria civil en alemany). Això es va deure a la creixent especialització de les empreses d'enginyers militars i d'enginyeria de mines, que després es van transformar en el Cos d'Enginyers Militars. A Rússia, sota Pere I, es va crear una companyia minera el 1702, el 1704, un equip de pontons i el 1712 el regiment d'enginyers militars.
El concepte d'«enginyer civil» va aparèixer al segle xvi als Països Baixos en relació amb els constructors de ponts i camins i els va distingir dels enginyers militars. Ja d'aquesta combinació va sorgir el terme "enginyeria civil (construcció)", actualment comú en molts idiomes del món. S'entén com una disciplina professional de l'enginyeria que s'ocupa del disseny, la construcció i l'operació de projectes de construcció. Després va venir (la majoria en anglès) una gran quantitat de termes similars relacionats amb altres indústries: enginyeria nuclear, enginyeria genètica, reenginyeria, enginyeria estel·lar, etc.

### Aplicació dels termesenginyeriaiconstrucció estructural
A Rússia, des d'aproximadament el segle xvi, l'arquitecte era el cap de construcció. Els mètodes de càlcul i disseny amb base científica van aparèixer només als segles XVIII-XIX. Durant molt de temps, per designar el suport d'enginyeria per a la construcció, inclosos els components industrials, científics i educatius, es va utilitzar simplement el terme “construcció” i, de vegades, “construcció industrial i civil” com a tipus principal de construcció.
A la dècada de 1990, el terme "enginyeria" també va aparèixer en rus amb l'arribada d'empreses especialitzades que brinden serveis d'enginyeria. Alhora, s'entén per enginyeria a la construcció la prestació de serveis d'enginyeria i consultoria de disseny, càlcul i caràcter analític, organitzatiu o de recerca, elaboració d'estudis de viabilitat de projectes, elaboració de recomanacions en matèria d'organització de la producció i gestió de projectes, és a dir, un complex de serveis comercials per a la preparació i el manteniment del procés productiu de productes de construcció. Així, en rus aquest concepte és una mica més estret i no inclou explícitament, per exemple, la formació professional en el camp de la construcció.

## Història
L'enginyer modern té el seus orígens en l'enginyer militar, i no fou fins a finals del segle xvii que a França es separaren les figures d'enginyer civil, que s'enfocaria cap a les infraestructures, amb un fort coneixement de les arts gràfiques i el traçat, i l'enginyer militar, enfocat a l'enginyer tècnic amb un fort component científic i pràctic.
A Barcelona i en molts llocs d'Espanya, la formació acadèmica de mestre d'obres es va realitzar en escoles d'enginyeria militar.

## Formació
A Espanya no existeix una formació academica ni s'utilitza aquesta denominació. En el mon angloxasó tampoc però, principalment als Estats Units, encara que també usat al Regne Unit, s'utilitza el terme Building Construction de forma freqüent. La denominació més habitual és enginyer d'edificació i enginyer civil.

### Enginyeria edificació
Pel que fa a l'enginyeria de l'edificació està associada a formacions generalistes sota els termes d'Architectural Technology & Construction Management, principalment al Regne Unit i Irlanda, Building Engineering, principalment al Canadà i Austràlia, Architectural Engineering.
En llengües llatines, especialment a Europa, la seva denominació és homogènia, sent el terme usat el d'enginyer de l'edificació, traduït a cadascuna de les llengües respectives, en italià és ingegneria edile, en francès ingénierie du bâtiment, i en les diferents llengües espanyoles, enginyeria de l'edificació en castellà, en euskera eraikunta ingeniaritza, en català o valencià enginyeria de l'edificació, i finalment en gallec és enginyeria de l'edificació.
En alemany l'enginyeria de l'edificació està vinculada al terme d'enginyeria civil o bauingenieur, i associada a la construcció d'estructures sota el terme Hochbau i gestió de la construcció sota el terme Bauleiter, però, la denominació per designar aquesta enginyeria als països de llengua alemanya, tant Alemanya com Àustria, és la d'Ingenieurin für Hochbau, que traduït al castellà seria igual que en italià o francès, enginyeria de l'edificació, així mateix per designar la seva professió en llengua anglesa, la denominació més comuna, en qualsevol part del món, és la de Building Engineering o enginyeria de l'edificació.
Hi ha vies diferents en la seva formació acadèmica, actualment la més desenvolupada és la que parteix d'un títol de formació generalista en enginyeria de l'edificació, com a França, Itàlia, Austràlia, Canadà, Estats Units, Malàisia o recentment Espanya. Una altra via és com una especialitat o disciplina dins de la titulació d'enginyeria civil, bé com una especialització al segon cicle, a través d'un màster en Enginyeria de l'edificació, bé com una titulació de grau associada a l'enginyeria de la construcció, que abasta tant edificació com a obra pública, o bé una titulació de grau associada a l'enginyeria estructural.
Històricament, en alguns països, les titulacions actuals en aquesta enginyeria han derivat de la formació d'arquitecte, cas de Dinamarca o Finlàndia, o bé de l'enginyer civil. Així mateix, també és freqüent la doble titulació d'Arquitecte-Enginyer de l'Edificació, com a Itàlia, el Japó o Corea del Sud.
A la majoria dels països desenvolupats, i sobretot als països europeus de referència, com Alemanya, França o Itàlia, aquestes diferents vies en la seva formació acadèmica coexisteixen simultàniament. En síntesi es podria parlar de tres figures de referència per entendre aquesta enginyeria, les tres íntimament relacionades entre si:
- L'enginyer de l'edificació, més vinculat a l'edificació d'una manera integral, abraça tot el procés tècnic.
- L'enginyer civil, més vinculat a les infraestructures.
- L'enginyer d'edificació-arquitecte, formació que vincula l'arquitectura amb la part tecnològica.

En general la formació parteix d'un títol de formació generalista en enginyeria de l'edificació, però també pot ser una especialitat o disciplina dins de la titulació d'enginyeria civil, ja sigui com una especialització al segon cicle, a través d'un màster en Enginyeria de l'edificació, bé com una titulació de grau associada a l'enginyeria de la construcció, que abasta tant edificació com a obra pública, o bé una titulació de grau associada a l'enginyeria estructural. En alguns països, les titulacions actuals en aquesta enginyeria han derivat de la formació d'arquitecte o de l'enginyer civil. És freqüent la doble titulació d'Arquitecte i Enginyer de l'Edificació. A la majoria dels països desenvolupats, i sobretot als països europeus de referència, com Alemanya, França o Itàlia, aquestes diferents vies en la seva formació acadèmica coexisteixen simultàniament.
A Espanya hi han algunes escoles universitaries que imparteixen el grau d'enginyeria d'edficació tot i que la denominació més habitual és el de grau d'arquitectura tècnica i edificació 

### Enginyeria civil
Les titulacions en enginyeria civil varien segons els estats que les reconeguin. Pel que fa a Catalunya, excepte a la Catalunya Nord, als Països Catalans hi havia (fins a l'any 2009) tres carreres universitàries dins l'àrea de l'enginyeria civil:
- Enginyeria de camins, canals i ports, carrera d'enginyeria de primer i segon cicle, de 5 cursos creada a principis del segle xix. Popularment i històrica hom també la coneix i anomena amb el nom d'"enginyeria de ponts i camins", per analogia amb el nom l'escola francesa d'enginyeria civil: "École nationale des ponts et chaussées".
- Enginyeria tècnica d'obres públiques, carrera d'enginyeria de primer cicle, de 3 cursos creada a mitjans del segle xix.
- Enginyeria Geològica, carrera d'enginyeria de primer i segon cicle (o només de segon cicle en algunes universitats) de 5 o 2 cursos, creada recentment.

Aquestes titulacions les ofereixen les següents escoles als Països Catalans:
- L'Escola de Camins, de la Universitat Politècnica de Catalunya
- L'Escola Tècnica Superior d'Enginyers de Camins, Canals i Ports de València, de la Universitat Politècnica de València.
- L'Escola Politècnica Superior i la Facultat de Ciències, de la Universitat d'Alacant.

No obstant això, amb l'aplicació del Procés de Bolonya, les titulacions d'enginyeria de camins, canals i ports i d'enginyeria tècnica d'obres públiques han quedat substituïdes per noves titulacions de grau denominades Enginyeria civil, Enginyeria d'obres públiques o Enginyeria de la construcció (entre altres noms). Un cop finalitzat el grau es pot cursar el Master en Enginyeria de Camins, Canals i Ports. El setembre de 2010 varen començar els estudiants en el nou sistema grau-master.

## Seguretat
L'enginyer involucrat a les construccions té una responsabilitat ineludible sobre garantir la seguretat dels treballadors.
Per això és important que l'enginyer en construccions:
- cal dur a terme una anàlisi exhaustiva abans que es comenci el treball en un lloc de treball, per determinar els objectius, metodologies i procediments a aplicar.
- cal considerar la seguretat de la construcció com un procés, inclosa la planificació prèvia al treball i a la tasca.
- cal avaluar i considerar els problemes del lloc de treball de múltiples ocupadors, la responsabilitat del subcontractista i les regulacions de construcció federals i estatals aplicables.
- cal tenir en compte els perills específics del treball, com la construcció d'acer, bastides, escales, protecció contra caigudes i maneig d'impactes ambientals, entre d'altres.

## Gestió
Un enginyer de construccions en general és la persona designada per ocupar el rol de gerent de construcció en una obra.
Els gerents de construcció treballen juntament amb els gerents de projectes i utilitzen moltes de les mateixes tècniques provades i veritables, però els gerents de construcció també s'han d'adherir a una àmplia gamma de normes i regulacions específiques de la indústria.
Entre els temes que ha de gestionar hi ha:
- Estimació de costos, administració de contractes, administració d'operacions, monitoratge de l'exercici, avaluació de riscos
- Planificació i programació, orientats a garantir el compliment dels temps i pressuposts previstos
- Coneixement sobre l'evolució de les reglamentacions, l'avenç de la tecnologia i les economies en canvi constant

## Perspectives laborals
Les perspectives laborals per als enginyers de la construcció generalment tenen una forta variació cíclica. Per exemple, a partir de 2008 i continuant fins a almenys 2011, les perspectives laborals han estat dolentes a causa del col·lapse de les bombolles immobiliàries a moltes parts del món. Aquesta reducció dràstica de la demanda de construcció va obligar els professionals de la construcció a dedicar-se a la construcció d'infraestructures i, per tant, va augmentar la competència a què s'enfrontaven els enginyers de construcció establerts i nous. Aquest augment de la competència i una reducció central en la demanda de quantitat és paral·lel a un possible canvi en la demanda d'enginyers de construcció a causa de l'automatització de moltes tasques d'enginyeria, cosa que en general dona com a resultat perspectives reduïdes per als enginyers de construcció. A principis del 2010, la indústria de la construcció dels Estats Units tenia una taxa d'atur del 27%, gairebé tres vegades més alta que el 9,7%, taxa de desocupació mitjana nacional. La taxa d'atur de la construcció (inclosos els comerciants) és comparable a la taxa d'atur dels Estats Units de 1933, el punt més baix de la Gran Depressió, del 25%.

## Remuneració
El salari mitjà d'un enginyer civil al Regne Unit depèn del sector i, més concretament, del nivell d'experiència de l'individu. Una enquesta del 2010 sobre la remuneració i els beneficis dels qui ocupen llocs de treball en la construcció i la indústria de l'entorn construït va mostrar que el salari mitjà d'un enginyer civil al Regne Unit és de 29.582 lliures esterlines. Als Estats Units, el maig del 2013, la mitjana era de 85.640 dòlars. El salari mitjà varia segons l'experiència, per exemple, el salari mitjà anual d'un enginyer civil amb entre 3 i 6 anys d'experiència és de £23.813. Per a aquells amb entre 14 i 20 anys d'experiència, la mitjana és £38.214.